# Betta miniopinna
Betta miniopinna é uma espécie de peixe da família Belontiidae.
É endémica da Indonésia.